# Pierre Graille
 (novembre 2008).
Si vous disposez d'ouvrages ou d'articles de référence ou si vous connaissez des sites web de qualité traitant du thème abordé ici, merci de compléter l'article en donnant les références utiles à sa vérifiabilité et en les liant à la section « Notes et références ».
Pierre Graille (25 avril 1915 à Marseille - 4 mai 2014 à Grambois) est un santonnier, sculpteur, faïencier de la région de Provence-Alpes-Côte d'Azur.

## Biographie
Né le 25 avril 1915 à Marseille, Pierre Graille « est tombé » dans la passion du modelage vers 6-7 ans, alors qu’il fréquentait le patronage du quartier de Saint-Antoine à Marseille.
« Mon maître a été l’abbé Sumien, vieux curé de Notre-Dame Limite et c’est en échange de servir la Messe qu’il m’initiait à l’art de donner la vie à la terre » (Pierre Graille Interview 2006). Il réalisa son premier santon en 1927
Portraitiste officieux de l’administration des Postes, Pierre Graille, receveur des Postes « dans le civil », a modelé durant des années les ministres successifs des « Postes Télégraphe et Téléphone ».
Arrivé à Grambois en 1945 comme facteur-receveur, à la retraite depuis 1975,il est l’auteur de
plusieurs sculptures dont un Christ et un chemin de croix qui ornent l’église Notre Dame de Beauvoir à Grambois.
Il a réalisé la crèche du village de Grambois, exposée chaque année à Noël, dont les santons, faits avec une argile qu’il allait chercher lui-même dans la pinède ont la particularité d’être les portraits des habitants du village, dans leurs costumes traditionnels, caractéristiques de leur métier. C’est grâce à son œuvre, par exemple, qu’est conservé le souvenir du dernier cocher de diligence ou du garde champêtre.
Ses qualités de santonnier lui avaient valu de recevoir, en 1965, la médaille d’or du Meilleur
ouvrier de France, qui lui avait été remise par Charles de Gaulle. Il était également titulaire des palmes académiques.
Pierre Graille meurt le 4 mai 2014 à Grambois à l'âge de 99 ans.

## Travail contre la montre
« Chaque fois qu’un nouveau ministre était nommé » précise-t-il, « j’étais appelé à Paris par mon administration et je réalisais le portrait en argile du ministre pour en faire un santon. Mais il arrivait que je n’avais pas terminé le santon lorsque le ministre était déjà remplacé !! »

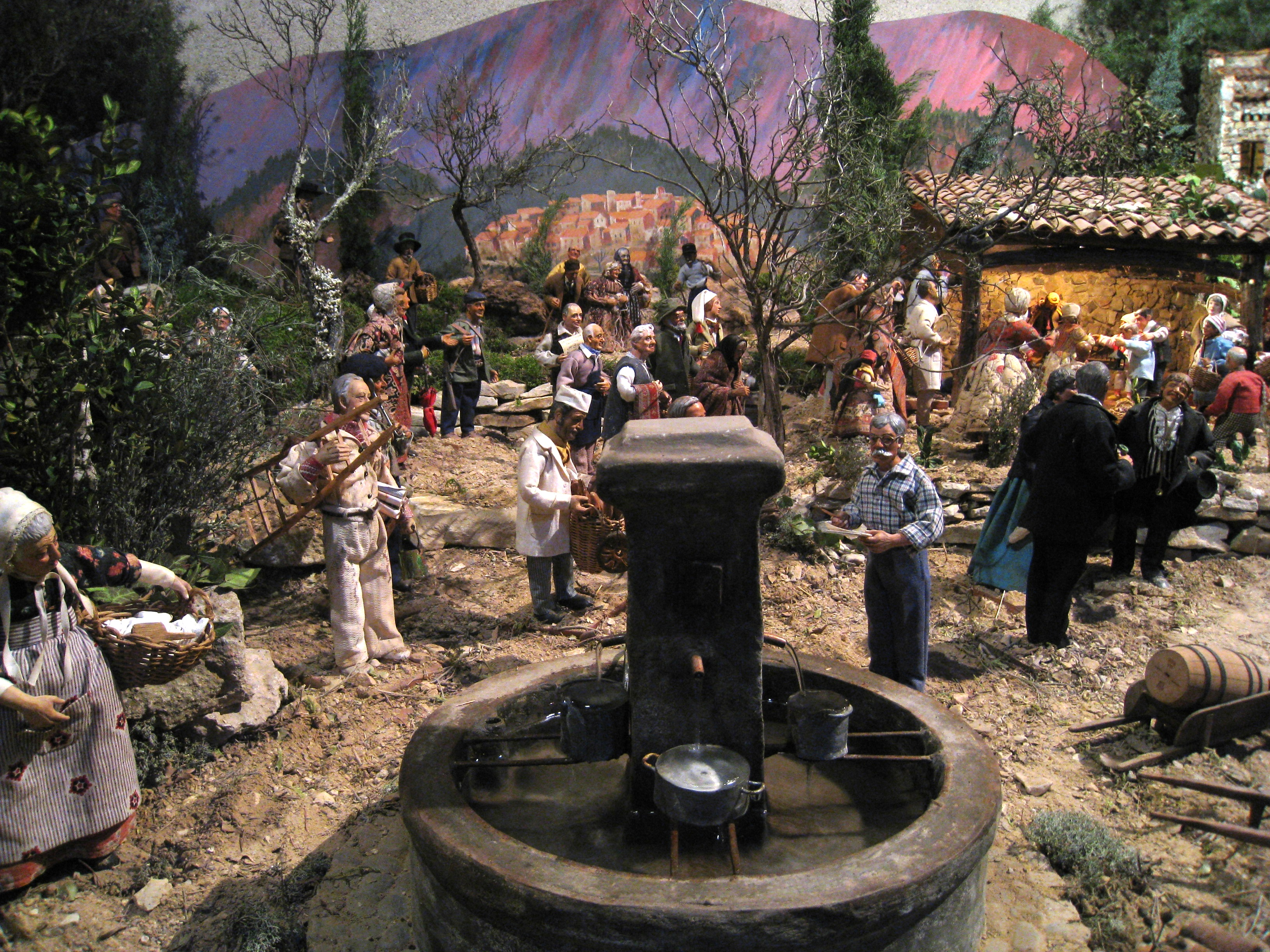
La crèche de Grambois

Pierre Graille est parti à la retraite en 1975. Une de ses œuvres, la crèche de l’église paroissiale de Notre-Dame de Beauvoir, perdure et s’enrichit au fil des ans de santons croqués sur le vif parmi les habitants de la commune de Grambois. On y découvre : le boulanger, le maire, la facteur (bien sûr), mais aussi d’autres personnages vivants ou ayant vécu au village.
Toutes les années la crèche de Grambois renaît dans les jours qui précèdent Noël, en l’église Notre-Dame de Beauvoir, et les « enfants de terre » de Pierre Graille recréent, pour un temps, la magie de la crèche provençale.